# Sakoko (Fabelwesen)
Ein Sakoko ist ein Fabelwesen von der südostasiatischen Insel Timor.

## Legende
Die Beschreibungen und Geschichten unterscheiden sich in den verschiedenen Teilen der Insel. Das Wesen soll Hühnerfedern und den Körper und die Haut einer Schlange haben, ist aber nur für wenige Menschen sichtbar. Andere beschreiben ihn als bunten Vogel mit langem Schwanz, der je nach Willen, die Gestalt anderer Tiere oder von Menschen annehmen kann. Immer wieder begatten sie Schweine. Weiße Ferkel sind dem Glauben nach als Nachkommen der Beweis einer solchen Zusammenkunft. Auch weiße Pferde, Büffel, Hühner, andere Tiere und auch menschliche Albinos sollen Nachkommen von Sakokos sein.
Bei den Fataluku glaubt man statt an das Sakoko an eine grüne Schlange namens Akka, der die gleichen gestaltwandlerischen Fähigkeiten zugesprochen und der man auch weiße Nachkommen nachgesagt wird.

## Sonstiges
Der Kampfname des osttimoresischen Politikers Ilídio Ximenes da Costa lautet „Sakoko“.